# Turno Herdonio
Turno Herdonio  fue un político y militar latino del siglo VI a. C.

## Biografía
Turno Herdonio era originario de Aricia o Corila. Habló en la asamblea de los latinos contra el rey romano Tarquinio el Soberbio, que pretendía la hegemonía de los latinos en la guerra contra los sabinos, y del que no se fiaba. Tarquinio, para defenderse, sobornó a algunos servidores de Turno para que escondieran espadas entre su equipaje y lo acusó falsamente en la asamblea de tramar su muerte y la de los principales dirigentes latinos. Encontrado culpable, fue condenado a muerte: según Dionisio de Halicarnaso fue enterrado vivo; según Tito Livio, ahogado en la fuente Ferentina.